# پورنگ پورشیرازی
پورَنگ پورشیرازی (زادهٔ ۴ آبان ۱۳۵۳ – درگذشتهٔ ۱۷ آبان ۱۴۰۰) موسیقی‌دان و نوازندهٔ کُنترباس بود. او مایسترِ کنترباسِ ارکستر سمفونیک تهران بود.

## زندگی
پورشیرازی در تهران متولّد شد. پس از آغاز تحصیل در هنرستان موسیقی تهران، نواختن ساز کنترباس را نزد علیرضا خورشیدفر و نادر مرتضی‌پور فرا گرفت. او در سال ۱۳۶۸ نوازندگی کنترباس را در ارکستر هنرستان موسیقی آغاز کرد و پس از یک‌سال به عضویت ارکستر زهی جوانان درآمد. وی از سال ۱۳۶۹ همکاری خود را با ارکسترسمفونیک صدا و سیما و ارکستر مجلسی صدا و سیما آغاز کرد. پورنگ پورشیرازی ضمن ادامهٔ تحصیلات خود در رشتهٔ موسیقی دانشگاه، از دههٔ ۱۳۷۰ در اجراها و آثارِ ضبط شدهٔ موسیقی حضور فعال داشت. وی در سال ۱۳۷۲، از آموزش‌های توماس کریستیان داوید بهره برد و در کلاس‌های رهبری ارکستر، آنالیز موسیقی و آهنگسازیِ این موسیقی‌دان اتریشی شرکت کرد. او همچنین از سال ۱۳۷۳ همکاری خود را با ارکستر سمفونیک تهران آغاز کرد و سال‌ها به عنوان مایسترِ کنترباس با این ارکستر همکاری داشت.

## فعالیت‌های هنری
از جمله فعالیت‌های هنری پورنگ پورشیرازی می‌توان به موارد زیر اشاره کرد:
عضویت در «ارکستر سمفونیک فرهنگسرای بهمن» (۱۳۷۱)، عضویت در «ارکستر فیلارمونیک جوانان» به رهبری توماس کریستین داوید (۱۳۷۲)، همکاری با ارکستر مجلسی «کامه راتا» به سرپرستی کیوان میرهادی (۱۳۷۲)، همکاری با ارکستر سمفونیک تهران (از ۱۳۷۳)، همکاری با گروه موسیقی «آراد» (۱۳۷۷)، عضویت در ارکستر ملی ایران (۱۳۷۷)، عضویت در «ارکستر زهی فرهنگسرای نیاوران» (۱۳۷۸)، عضویت در ارکستر فیلارمونیک تهران (۱۳۷۸)، عضویت در «ارکستر فرهنگسرای هنر» (۱۳۸۰)، کنسرت موسیقی ایرانی به سرپرستی مسعود شعاری (۱۳۸۲)، همکاری با «ارکستر سمفونیک تبریز» به رهبری بهروز وحیدی آذر (از ۱۳۸۲)، همکاری با «ارکستر زهی پارسیان» (از ۱۳۸۴)، همکاری با «گروه کر شهر تهران» (۱۳۸۵)، همکاری با گروه موسیقی «بهنا» (۱۳۸۵)، همکاری با «ارکستر مجلسی نیاوران»، کنسرت «پردیس» به آهنگسازی حمید متبسم، رهبری بردیا کیارس و خوانندگی سالار عقیلی (۱۳۹۲)، کنسرت «هوای گریه» به خوانندگی همایون شجریان (۱۳۹۲)، اجرا با ارکستر تئاتر موزیکال «اشک‌ها و لبخندها» (۱۳۹۲)، همکاری با «ارکستر مجلسی تهران» به رهبری بردیا کیارس (۱۳۹۳)، همکاری با «ارکستر فرهنگی شهر تهران» به رهبری نادر مشایخی (۱۳۹۳)، اجرا در «کنسرت مانی رهنما، یادمان بابک بیات به روایتی نو» (۱۳۹۴)، اجرا همراه با ارکستر موسیقی ملی و ارکستر سمفونیک تهران به رهبری فرهاد فخرالدینی و نصیر حیدریان در شانگهای چین (۱۳۹۵)، همکاری با ارکستر «نقش جهان» به رهبری مهدی پناهی و خوانندگی حسام‌الدین سراج (۱۳۹۵)، همکاری با «ارکستر مجلسی ایران» به رهبری منوچهر صهبایی (۱۳۹۶)، همکاری با «ارکستر فیلارمونیک کردستان» به رهبری فرهاد فخرالدینی (۱۳۹۶)، کنسرت «آواز پارسی» با خوانندگی شهرام ناظری (۱۳۹۶)، همکاری با «ارکستر نیایش» به رهبری رضا شایسته و خوانندگی محمد معتمدی (۱۳۹۶)، همکاری با «ارکستر مهر» به رهبری ناصر ایزدی (۱۳۹۶)، همکاری با ارکستر فیلارمونیک «آپادانا» به رهبری بردیا کیارس (۱۳۹۷)، کنسرت شهرام ناظری (۱۳۹۷)، همکاری با «ارکستر زهی آرکو» به رهبری ابراهیم لطفی (۱۳۹۸)، همکاری با ارکستر «بل کانتو» به رهبری نیما پناهی‌ها (۱۳۹۸)

## درگذشت
پورنگ پورشیرازی ۱۷ آبان ۱۴۰۰، پس از یک دوره بیماری، بر اثر ابتلا به سرطان کیسهٔ صفرا درگذشت. مراسم تشییع و خاکسپاری پورنگ پورشیرازی ۱۹ آبان ۱۴۰۰ با حضور هنرمندان و مسئولان هنری در مقابل تالار وحدت تهران برگزار شد. در این برنامه برای نخستین بار پیکر یک هنرمند ایرانی همراه با اجرای موسیقی ارکسترال به رهبری بردیا کیارس تشییع و بدرقه شد. پس از برگزاری مراسم، پیکر پورنگ پورشیرازی در قطعهٔ هنرمندان بهشت زهرا به خاک سپرده شد.
پس از درگذشت پورنگ پورشیرازی، هنرمندان و مدیران هنری از جمله علی رهبری (رهبر پیشین ارکسترسمفونیک تهران)، شهرداد روحانی (رهبر پیشین ارکسترسمفونیک تهران)، محمود شالویی (سرپرست معاونت امور هنری وزارت ارشاد)، مهدی افضلی (مدیرعامل بنیاد رودکی) و محمد الله‌یاری (سرپرست دفتر موسیقی وزارت ارشاد) در پیام‌هایی درگذشت او را تسلیت گفتند.

## آثار
پورنگ پورشیرازی در طول فعالیت‌های موسیقی خود در اجرای بسیاری از قطعات موسیقی حضور داشت که از آن میان به موارد زیر می‌توان اشاره کرد:
- سریال شهرزاد با آهنگسازی امیر توسلی (۱۳۹۴)[۳۴]
- آلبوم موسیقی کربلا جغرافیای یک تاریخ با آهنگسازی مجید انتظامی (۱۳۹۵)[۳۵]
- آلبوم موسیقی آرامین با آهنگسازی سارا نجفی (۱۳۹۵)[۳۶]
- انیمیشن فیلشاه با آهنگسازی ستار اورکی (۱۳۹۶)[۳۴]
- پدر با آهنگسازی ستار اورکی (۱۳۹۷)[۳۴]
- «تاسیان» با آهنگسازی محمدتقی رستمی، تنظیمِ فراز عشقی و خوانندگی حسین تقی‌نژاد (۱۳۹۷)[۳۷]
- «عشق آسان ندارد» با آهنگسازی ستار اورکی و خوانندگی علیرضا قربانی (۱۳۹۷)[۳۸]
- «مرد باران» با ایده‌پردازی علی جعفری پویان، بر اساس تم اصلی موسیقی فیلم قارچ سمی اثر ناصر چشم‌آذر (۱۳۹۷)[۳۹]
- انیمیشن «حبسی» با آهنگسازی پژمان خلیلی (۱۳۹۷)[۴۰]
- آلبوم موسیقی کلام آخر با آهنگسازی علیرضا دریایی و خوانندگی سالار عقیلی (۱۳۹۷)[۴۱]
- آلبوم موسیقی آواز باران با آهنگسازی هوشنگ فراهانی و خوانندگی فاروق کسمایی (۱۳۹۷)[۴۲]
- آلبوم موسیقی بوسه بر بال‌های پروانه گردآوری علی جعفری پویان (۱۳۹۸)[۴۳]
- آلبوم موسیقی زندگی با آهنگسازی عباس علوی و حسین کاج (۱۳۹۸)[۴۴]
- «لیلی» با آهنگسازی محمد فرمانیان و خوانندگی نوید نوروزی (۱۳۹۸)[۴۵]
- آلبوم موسیقی از یاد رفته با آهنگسازی و تنظیم مزدا انصاری و خوانندگی ایمان بینش‌پژوه و وحید احمدی (۱۳۹۹)[۴۶]
- آلبوم موسیقی کجا رفته‌ای با آهنگسازی محمدامین همایی و خوانندگی سالار عقیلی (۱۳۹۹)[۴۷]
- آلبوم موسیقی متن سریال تلویزیونی شیخ بهایی با آهنگسازی مجید انتظامی (۱۴۰۰)[۴۸]
- «نفس بریده» با آهنگسازی حسن قره‌چائی و خوانندگی سالار عقیلی (۱۴۰۰)[۴۹]
- «همسفر» با آهنگسازی رضا مقصودیان تنظیم محمدزمان اسماعیلی و خوانندگی شروین حیدری[۵۰]
- «مهر و مهربونی» با تنظیم کامبیز روشن‌روان و خوانندگی سبحان مهدی‌پور (۱۴۰۰)[۵۱]
- «پرواز با خورشید» با تنظیم مهرداد پازوکی و خوانندگی محمد یادگار (۱۴۰۰)[۵۲]